# Poškodba hrbta
Poškodbe hrbta so posledica poškodb, obrabe ali poškodbe na kosteh, mišicah ali drugic tkiv v hrbtu. Pogoste poškodbe hrbta so zvini in obremenitve, hernija diskov in zlom vretenc. Ledvena je pogosto prizorišče bolečine v hrbtu. Območje je občutljivo zaradi svoje fleksibilnosti in količine telesne teže, ki jo redno nosi. Ocenjujejo, da bolečino v hrbtu lahko občuti od 50 do 70 odstotkov prebivalstva ZDA.
Bolečine v hrbtu so pogosto posledica napačnih metod dvigovanja in drže. Ponavljajoče dviganje, upogibanje in sukajoči gibi trupa, vplivajo tako na stopnjo resnosti in pogostost bolečin v hrbtu. Poleg tega so lahko bolečine v hrbtu tudi posledica slabih navad dvigovanja. Sedeči način življenja pogosto privede do šibke trebušne mišice in šibkih stegenskih mišic. To omogoča mišicam, ki so ostale močne, da potegnejo telo stran od njegove anatomske oblike. Neuravnovešene mišice povzročijo, da ljudje še naprej izvajajo te ponavljujoče dejavnosti. Rezultat tega je napačna uporaba sile v hrbtenici, kar pogosto povzroči krvavitve iz diskov v hrbtenici.

## Poškodbe hrbta in dvigovanje

### Spodnji del hrbta- biomehanika dviganja
Spodnji del hrbta je najbolj dovzeten za poškodbe zaradi oddaljenosti od bremena, ki ga opravljajo roke. Tovor in teža zgornjega dela trupa ustvarjajo veliko stresa na telesno strukturo na križu, še posebej med petim ledvenim in prvim križnim vretencem (znan kot L5/S1 ledveno-križnični disk). Slika 1 prikazuje reaktivne sile in navorov na križnični disk. V skladu z drugim pogojem statičnega ravnovesja, imamo:
```

  

    

      

        
∑

      

    

    
{\displaystyle \sum }

  

 (navori v L5/S1) = 0                          [Enačba. 1]
```

Ta enačba kaže, da je treba v smeri urinega kazalca navor trupa preprečiti z nasprotnim navorom, ki ga sprožimo s hrbtnimi mišicami z roko na približno 5ih centimetrih. Tako, ko oseba z zgornjim delom telesa teže Wtrup dvigne breme z maso Wbreme, breme in zgornji trup ustvarita kombinirano navor v smeri urinega kazalca, ki se lahko izračuna kot
```
M
obremenitev do trupa 
 = W
obremenitev
·h + W
trup
·b          [Enačba. 1a]
```

Kjer je h vodoravna razdalja od bremena na L5/S1 disk in je b vodoravna razdalja od središča mase trupa na disk L5/S1. Nasprotni navor, ki ga ustvarjajo  hrbtne mišice, je
Mhrbtne mišice = Fhrbtne mišice·5 (N-cm)
Pri zamenjavi iz 3. v 2. enačbo, smo dobili naslednje enačbe
Fmišice·5 = Wtovora·h + Wtrupa·b
Fmišice = Wtovora·h/5 + Wtrupa·b/5
Ker sta h in b vedno malo večja kot 5 cm, je Fmišice vedno veliko večja od vsote teže bremena in trupa.
Ta enačba kaže, da je za dvižno situacijo, o kateri razpravljamo, kar je značilno za mnoge naloge dviganja, mišična sila hrbtnih mišic osemkratna teži bremena in štirikratna teži trupa skupaj. Zgornja enačba nam pove, da bi bila sila mišic 38ooN, kar lahko presega zmogljivost nekaterih ljudi. Če ista oseba dvigne obremenitev 450N, enačba kaže, da bi mišična moč dosegla 5000N, kar je pri mnogih ljudeh zgornja meja mišične zmogljivosti. Farfan ocenjuje, da je normalen obseg zmogljivosti moči erektorja hrbtenične mišice v križu, od 2200 do 5500N.
Poleg ugotovitev o mišični moči hrbtnih mišic, je potrebno upoštevati tudi stiskanje sile na plošči L5/S1. To je mogoče oceniti s prvim pogojem statičnega ravnotežja:
```

  

    

      

        
∑

      

    

    
{\displaystyle \sum }

  

 (sile na L5/S1 disk) = 0                            [Enačba. 2]
```

Potem:
Fstiskanja = Wtovor·cos α + Wtrupa·cos α + Fmišice
kjer je α kot med vodoravno ravnino in križno ravnino, ki je pravokotna na silo stiskanja diska.
Če oseba s težo trupa 350N dvigne breme s težo 450N, iz enačbe 6, je sila stiskanja na disk L5/S1 nato:
Fstiskanja = 450·cos 55 + 350·cos 55 + 5000 = 258 + 200 + 5000 = 5458 N
Sila stiskanja na disku L5/S1, s 5458N, je lahko nevarna za veliko ljudi.
Pri izvajanju dvižnih nalog, več dejavnikov vpliva na obremenitveni stres v hrbtenici. V tem modelu biomehanike sta teža in stanje obremenitve glede na center le dva dejavnika, ki sta pomembna pri določanju obremenitve na hrbtenico. Drugi pomembni dejavniki vključujejo stopnjo sukanja trupa, velikost in obliko predmeta ter razdaljo premika predmeta.

### Izračun dvižne sposobnosti brez poškodb
Enačba, znana kot enačba za dviganje NIOSH, je metoda za določanje dveh omejitev tež, povezana z dvema nivojema tveganja poškodb hrbta. Prva omejitev se imenuje akcijska meja (AM), ki predstavlja omejitev teže, pri kateri se lahko manjšemu delu prebivalstva pojavi povečana nevarnost za poškodbe, če niso usposobljeni za opravljenje nalog dviganja. Druga omejitev, ki se imenuje najvišja dovoljena meja (NDM), je izračunana kot trikraktna akcijska meja. Ta omejitev teže predstavlja dvižno stanje, pri katerem bi večina ljudi izkusila zelo visoko stopnjo tveganja za poškodbo hrbta.
Priporočena omejitev teže (POT) je vrednost obremenitve za določeno nalogo dviganja, ki bi jo lahko vsi zdravi delavci opravljali daljše časovno obdobje, ne da bi se jim povečalo tveganje za nastanek poškodbe hrbta zaradi dviganja. Izračuna se na naslednji način:
POT = KO × VM × NM × MO × AM × FM × SM
kjer je
- KO: konstantna obremenitev. Določa najvišjo priporočeno težo za dviganje pod optimalnimi pogoji, kot so na primer simetrični položaj dviganja, brez suknja trupa, občasnega dviganja, dobrega spenjanja, < 25 cm navpične razdalje dviganja.
- VM: vodoravni multiplikator. Odraža dejstvo, da je sila stiskanja diska povečana kot vodoravna razdalja med tovorom in hrbtenico. Na podlagi tega bi se morala največja sprejemljiva omejitev teže zmanjšati s konstantno obremenitvijo, ko razdalja vodoravno narašča.
- NM: navpični multiplikator. Enačba za dviganje NIOSH predpostavlja, da je najboljša izvirna višina bremena na 75ih centimetrih. Dvigovanje z bližine tal (prenizko) ali visoko nad tlemi (previsoko), je bolj stresno kot dvigovanje z višine 75 cm. MO- multiplikator oddaljenosti; temelji na predlogu, da se s povečevanjem vertikalne razdalje od bremena, povečuje tudi psihični stres.
- AM: asimetrični multiplikator. Sukanje trupa je bolj škodljivo za hrbtenico kot pri simetričnem sukanju. Zato bi bilo treba dovoljeno težo dviganja zmanjšati, če dvižnim nalogam vključimo asimetrično gibanje telesa.
- SM: spenjalni multiplikator, katerega vrednost je odvisna od tega, ali je breme dobro ali slabo vezano. Če ima breme primerne ročaje ali priklope za pomoč pri dviganju, to šteje kot dobro speto breme. Če breme nima primernih ročajev ali primernih priklopov za zbrabitev in dvig, vendar ni težko, velja za pošteno speto. Slabo speto je takrat, ko je breme težko za zgrabitev in dvig.
- FM: frekvenčni multiplikator se uporablja, da odraža učinke frekvence dviganja na sprejemljivih dvižnih težah.
- H: horizontalna (vodoravna) razdalja med rokami, ki dvigajo breme in sredino gležnjev.
- V: vertikalna (navpična) razdalja rok od tal.
- R: je navpična razdalja poti med izvorom in namembnosti dviga.
- K: je kot simetrije (merjeno v stopinjah), ki je kot zvijanja trupa pri dvigovanju bremena, ki ni neposredno pred osebo.
- P: povprečna pogostost dviganja, merjena v dvigih/minuto.

Da bi količinsko opredelili stopnjo, do katere se POT približa, ali jo preseže, je bil predlagan indeks dviganja (ID). ID je razmerje tovora, dvignjenega do POT in se uporablja za oceno tveganja specifičnih nalog v razvoju motenj v spodnjem delu hrbta in za primerjavo zahtev dviganja povezanega z različnimi nalogami, z namenom vrednotenja in njihovega preoblikovanja.
Naloge dviganja z:
- ID > 1 – lahko predstavlja večje tveganje za nekatere delavce
- ID > 3 – veliko ali večina delavcev je v velikem tveganju za razvoj bolečin v spodnjem delu hrbta in poškodb.

## Industrijska oprema

### Administrativni varnostni ukrepi
- Moč testiranja obstoječih delavcev, katerih študija je pokazala, da lahko preprečijo do ene tretjine poškodb, povezanih z delom, z zmanjševanjem dodeljevanja nalog delavcem, ki so težje kot so jih sposobni izvajati.
- Usposabljanje zaposlenih, da se uporablja dvižna tehnika, ki ima minimalno stresno moč na spodnji del hrbta.
- Izboljšanje dostopnosti industrijske opreme, kot so vozički, vozički z dvigalom ali druga ročna vozila.
- Fizično kondicioniranje ali raztezovalni programi za zmanjšanje tveganja mišične napetosti.

### Projektni parametri
- Breme mora biti blizu telesa in v višini pasu, če je mogoče.
- Veliki paketi ne smejo biti dodeljeni delavcem, ki so nižji kot je približna sredina stegen, ali približno 75 cm (30 inčev) nad tlemi (Chaffin, 1997). Nastavljivo dvigalo se lahko uporablja za pomoč pri ravnanju z velikimi in težkimi predmeti.
- Minimaliziranje vrtenja trupa, ko ravnamo s predmetom.
- Pogostost dviganja je potrebno zmanjšati s sprejetjem ustreznega dviganja in primernimi urniki počivanja.
- Zmanjšanje velikosti in teže predmeta za dviganje. Parametri vključujejo največjo dovoljeno težo za določeno vrsto zahtev; kompaktnost paketa; prisotnost ročajev in stabilnost paketa, s katerim se ravna.
- Nastavitev višine palete ali police. Dviganje pod višino kolen ali nad višino ramen je bolj naporno kot dviganje med temi mejami. Ovire, ki preprečujejo zaposlenemu telesni stik s predmetom dviganja, so lahko na splošno tudi razlog za povečano tveganje za poškodbe.
- Montaža mehanskih pripomočkov, kot so pnevmatska dvigala, transporterji in/ali avtomatizirane opreme za ravnanje z materiali.

Drugi dejavniki, kot so vibracije celotnega telesa, psihosocialnih dejavnikov, starosti, spola, telesne velikosti, zdravja, fizične kondicije in prehranskih razmer osebe, ki so pomembni tudi pri določanju pojavljanja in resnosti bolečin v spodnjem delu hrbta.
V nedavni študiji je bilo ugotovljeno, da bi se lahko do ene tretjine nadomestil poškodb hrbta dalo preprečiti z boljšo zasnovo delovnih mest (ergonomija).